# Positive Train Control
Positive Train Control (PTC) is het gestandaardiseerde systeem voor seingeving en treinbeïnvloeding van spoorwegen in de Verenigde Staten.
PTC-baanapparatuur verzendt gedetailleerde rijtoestemmingen naar treinen. Rijtoestemmingen geven aan hoe ver en hoe snel de trein mag rijden. In de PTC-treinapparatuur is informatie aanwezig over onder andere de positie van de trein en de remeigenschappen van de trein. Op basis hiervan berekent de software van de PTC-treinapparatuur een 'remcurve'. Een remcurve geeft aan vanaf welk punt de trein moet gaan remmen, en hoe sterk. Vervolgens geeft de PTC-treinapparatuur deze informatie door aan de treinbestuurder of machinist. Daarnaast bewaakt de PTC-treinapparatuur of de trein binnen de grenzen blijft van de rijtoestemming en de berekende remcurve. Zo niet, dan grijpt de PTC-treinapparatuur in en remt de trein tijdig af.

Binnen PTC kan de positie van de trein gedetecteerd worden met apparatuur in de spoorbaan, zoals spoorstroomlopen en assentellers. De baanapparatuur geeft deze positie dan door aan de PTC-treinapparatuur. Een andere optie is dat de positie van de trein wordt bepaald zonder baanapparatuur. De trein bepaalt dan bijvoorbeeld zelf zijn positie met behulp van satellietnavigatie, zendt deze informatie naar een computer van de railverkeersleiding, een 'back office server' (BOS), waar deze informatie wordt vergeleken met de stand van de wissels, zodat zekerheid ontstaat over bijvoorbeeld het spoor waarop te trein rijdt. De BOS zendt de locatie-informatie naar de PTC-apparatuur in de trein.
De 'Rail Safety Improvement Act' (RSIA) van 2008  eist dat PTC-systemen interoperabel zijn, dat wil hier zeggen dat treinen met PTC-treinapparatuur van de ene fabrikant zonder beperkingen kunnen rijden over spoor met PTC-baanapparatuur van iedere andere fabrikant. Interoperabiliteit van PTC-systemen is nog niet gerealiseerd. De Federal Railroad Administration en de spoorwegindustrie spannen zich in om PTC alsnog interoperabel te maken.
De Rail Safety Improvement Act bepaalt ook dat PTC op 31 december 2015 geïnstalleerd moet zijn op alle spoorlijnen en treinen die gebruikt worden voor personenvervoer en/of vervoer van gevaarlijke stoffen. Deze datum lijkt echter niet gehaald te gaan worden.